# Середина мира
«Середина мира» (фр. Le Milieu Du Monde) — кинофильм.

## Сюжет
Поль — преуспевающий инженер и кандидат от консерваторов на предстоящих местных выборах. В кафе он знакомится с официанткой Адрианой — итальянкой, приехавшей в Швейцарию на заработки. Поль влюбляется в неё, но он женат, и к тому же его партия настроена критически к привлечению иностранной рабочей силы в Швейцарии. Тем не менее, он готов оставить жену и свою прежнюю жизнь ради Адрианы.

## В ролях
- Филипп Леотар — Поль
- Олимпия Карлизи — Адриана
- Жюльет Берто — Жюльет
- Дениз Перон — Шмидт
- Жак Дени — Марсель

## Награды и номинации
В 1978 году Олимпия Карлизи была номинирована на соискание премии BAFTA в категории «Самый многообещающий дебютант».